# メジャーリーグベースボールワンゲームプレイオフ
メジャーリーグベースボールにおけるワンゲームプレイオフ（One-game playoff,tie-breakers）は、ポストシーズン出場枠に規定以上のチームが勝敗条件等で並んだ場合、ポストシーズン進出チームを決めるために行うプレーオフのことである。この事象が発生した場合、当該試合はレギュラーシーズンとして行われ、チームや個人の成績はレギュラーシーズンに加算されていた。2022年シーズンからは挙行されないルールとなり、NFLのタイ・ブレークルールに類似した統計数字処理にて順位決定がなされる事となった。

## 概要
1969年に両リーグの所属チームが各12チームに拡大されたことに伴い、両リーグが東西2地区制となり、各地区の優勝チームでリーグ優勝を争うリーグチャンピオンシップシリーズ（1984年まで3戦先取制、1985年以降は4戦先取制）が新設された。これに伴い、これまで1位に2球団が並んだ場合は2戦先取制のプレーオフを実施していたナショナルリーグも、アメリカンリーグと同じように地区1位に2球団が並んだ場合は1試合だけのプレーオフを実施することとなった。
1994年に東中西3地区制となってからは、地区1位やワイルドカード1位（2012年以降はワイルドカード2位）に2球団以上が並んだ場合にワンゲームプレーオフが実施される。なお2011年までは地区1位に2球団が並んだ場合でも他2地区2位の2球団の成績を上回っている場合は、ワンゲームプレーオフは行わず対戦成績で勝ち越しているほうが地区優勝、他方がワイルドカードの扱いとなっていた。
開催球場は2008年頃まではコイントスで決められていたが、2009年頃からは当該チーム同士の対戦成績で勝ち越しているチームの本拠地で開催された。

## 勝利チーム（1969年以後）
| 年度   | 対象                           | 勝利チーム                   | スコア | 敗戦チーム                     | 開催スタジアム                                 |
| 1978年 | アメリカンリーグ東地区優勝     | ニューヨーク・ヤンキース     | 5-4    | ボストン・レッドソックス       | フェンウェイ・パーク                           |
| 1980年 | ナショナルリーグ西地区優勝     | ヒューストン・アストロズ     | 7-1    | ロサンゼルス・ドジャース       | ドジャー・スタジアム                           |
| 1995年 | アメリカンリーグ西地区優勝     | シアトル・マリナーズ         | 9-1    | カリフォルニア・エンゼルス     | キングドーム                                   |
| 1998年 | ナショナルリーグワイルドカード | シカゴ・カブス               | 5-3    | サンフランシスコ・ジャイアンツ | リグレー・フィールド                           |
| 1999年 | ナショナルリーグワイルドカード | ニューヨーク・メッツ         | 5-0    | シンシナティ・レッズ           | リバーフロント・スタジアム                     |
| 2007年 | ナショナルリーグワイルドカード | コロラド・ロッキーズ         | 9-8    | サンディエゴ・パドレス         | クアーズ・フィールド                           |
| 2008年 | アメリカンリーグ中地区優勝     | シカゴ・ホワイトソックス     | 1-0    | ミネソタ・ツインズ             | USセルラー・フィールド                         |
| 2009年 | アメリカンリーグ中地区優勝     | ミネソタ・ツインズ           | 6-5    | デトロイト・タイガース         | ヒューバート・H・ハンフリー・メトロドーム      |
| 2013年 | アメリカンリーグワイルドカード | タンパベイ・レイズ           | 5-2    | テキサス・レンジャーズ         | レンジャーズ・ボールパーク・イン・アーリントン |
| 2018年 | ナショナルリーグ中地区優勝     | ミルウォーキー・ブリュワーズ | 3-1    | シカゴ・カブス                 | リグレー・フィールド                           |
| 2018年 | ナショナルリーグ西地区優勝     | ロサンゼルス・ドジャース     | 5-2    | コロラド・ロッキーズ           | ドジャー・スタジアム                           |